# 云南叶轮木
云南叶轮木（学名：Ostodes katharinae）为大戟科叶轮木属下的一个种。